# Supermarine Nanok
El Supermarine Nanok fue un hidrocanoa biplano trimotor británico construido por Supermarine. Construido para cubrir un requisito de la Real Armada de Dinamarca, el único prototipo fue reconstruido como yate aéreo privado y rebautizado como Supermarine Solent.

## Diseño y desarrollo
El Nanok (en idioma inuit: "oso polar") fue un desarrollo trimotor del exitoso hidrocanoa Southampton de Supermarine, diseñado para cubrir un requerimiento danés de un hidroavión torpedero. Se encargó un prototipo el 17 de junio de 1926 y el avión voló por primera vez el 21 de junio de 1927. Las pruebas fueron decepcionantes y, a pesar de modificaciones, el avión no pudo alcanzar el rendimiento especificado y fue rechazado por los daneses.
En 1928, el avión pasó a llamarse Supermarine Solent y se ofreció a la venta como torpedero, pero no se vendió. Por lo tanto, fue convirtido en un yate aéreo civil de 9 plazas para el magnate cervecero Ernest Guinness. Fue matriculado como G-AAAB en agosto de 1928. Es posible que Guinness hubiera considerado que el espacio interior del casco era demasiado pequeño, por lo que casi de inmediato ordenó su reemplazo totalmente metálico, el Supermarine Air Yacht. El Solent fue dado de baja y desguazado en 1934.
El nombre "Supermarine Solent" también se aplicó a un diseño de avión independiente, que utilizaba el casco del Supermarine Southampton con las alas más grandes del Nanok, como transporte civil de 14 asientos. Sin embargo, este diseño no logró venderse.

## Historia operacional
El Solent fue certificado como apto para volar el 5 de septiembre de 1928, y se utilizó para volar con frecuencia entre Inglaterra y la casa del propietario, cerca de Lough Corrib en el condado de Galway, Irlanda. Permaneció en uso hasta que fue desguazado en 1934.

## Operadores
Dinamarca
- Real Armada Danesa

## Especificaciones (Nanok)
Referencia datos: Supermarine Aircraft since 1914 

### Características generales
- Tripulación: Cinco
- Longitud: 15,4 m (50,5 ft)
- Envergadura: 22,9 m (75 ft)
- Altura: 5,9 m (19,5 ft)
- Superficie alar: 146 m² (1571,6 ft²)
- Peso vacío: 4817 kg (10 616,7 lb)
- Peso cargado: 7399 kg (16 307,4 lb)
- Planta motriz: 3× motor radial de 14 cilindros refrigerado por aire Armstrong Siddeley Jaguar IV.
  - Potencia: 320 kW (441 HP; 435 CV) cada uno.
- Hélices: 1× bipala de madera de paso fijo por motor.
- Diámetro de la hélice: 3,05 m

### Rendimiento
- Velocidad máxima operativa (Vno): 183 km/h (114 MPH; 99 kt) a nivel del mar; 163 km/h a 3048 m (10 000 pies)
- Velocidad de entrada en pérdida (Vs): 103 km/h (64 MPH; 56 kt)
- Alcance: 1030 km (556 nmi; 640 mi) en misiones de reconocimiento
- Alcance en combate: 390 km
- Techo de vuelo: 3330 m (10 925 ft)
- Régimen de ascenso: 3,1 m/s (606 ft/min)
- Carga alar: 51 kg/m² (10,4 lb/ft²)
- Potencia/peso: 0,130 kW/kg (0,079 hp/lb)
- Tiempo a altitud: 10 min 20 s para 1524 m (5000 pies); 31 min para 3048 m (10 000 pies)

### Armamento
- Ametralladoras: 

  - 2 de 7,7 mm (una en la proa y otra dorsal)
- Otros: 

  - 2 torpedos de 700 kg

## Aeronaves relacionadas

### Desarrollos relacionados
- Supermarine Southampton